# Doodia lyonii
Doodia lyonii là một loài dương xỉ trong họ Blechnaceae. Loài này được O. Deg. mô tả khoa học đầu tiên năm 1934.